# Otto Marcinek
Otto Wilhelm Marcinek (ur. 4 sierpnia 1897 we Lwowie, zm. 26 czerwca 1979 w Brighton) – pułkownik artylerii Wojska Polskiego.

## Życiorys
Urodził się 4 lipca lub sierpnia 1897 we Lwowie. Po zakończeniu I wojny światowej i odzyskaniu przez Polskę niepodległości 1918 został przyjęty do Wojska Polskiego. Został awansowany do stopnia porucznika artylerii ze starszeństwem z dniem 1 czerwca 1919. W latach 20. pozostawał oficerem 5 pułku artylerii polowej, stacjonującego w garnizonie Lwów. W 1928 był adiutantem pułku. Następnie został awansowany do stopnia kapitana w artylerii ze starszeństwem z dniem 1 stycznia 1929. W latach 30. był instruktorem w Szkole Podchorążych Rezerwy Artylerii we Włodzimierzu Wołyńskim. Na stopień majora został awansowany ze starszeństwem z 19 marca 1938 i 23. lokatą w korpusie oficerów artylerii. Następnie kierował placówką wywiadowczą „Durazzo”, działającą przy Konsulacie Generalnym RP w Wiedniu. Formalnie pozostawał w dyspozycji szefa Biura Personalnego Ministerstwa Spraw Wojskowych (tzw. rezerwa Oddziału II SG).
Podczas II wojny światowej od 1940 pełnił służbę w dywizjonie artylerii ciężkiej I Korpusu Polskiego na stanowisku dowódcy 2 baterii, a następnie w 1 pułku artylerii ciężkiej na stanowisku dowódcy I dywizjonu. 10 grudnia 1943 został przeniesiony do Centrum Wyszkolenia Artylerii. Później był wykładowcą w Wyższej Szkole Wojennej w Szkocji. Po wojnie pozostał na emigracji w Wielkiej Brytanii. Dosłużył stopnia pułkownika. 
Działał w Stowarzyszeniu Polskich Kombatantów i Anglo-Polish Society, należał do Koła Lwowian w Londynie. Zmarł 29 czerwca 1979 w Brighton.

## Ordery i odznaczenia
- Krzyż Kawalerski Orderu Odrodzenia Polski (10 listopada 1977)[17][1]
- Krzyż Walecznych (przed 1923)[18]
- Srebrny Krzyż Zasługi (25 maja 1929)[19]